# Spanska protektoratet Marocko
Spanska protektoratet Marocko kallades den del av Marocko som var ett spanskt protektorat under perioden 27 mars 1913 – 7 april 1956. Området utgjordes av Marockos nordkust och landområdet närmast innanför detta samt ett område i allra sydligaste Marocko som gränsade till Spanska Sahara. Resten av Marocko var franskt protektorat (Franska Marocko). För närmare uppgifter, se Marockos historia.
De spanska städerna Ceuta och Melilla och några till små områden som ligger som enklaver på Marockos norra kust ingick inte i Spanska Marocko. Plazas de soberanía, som dessa områden kallas med ett gemensamt namn, har tillhört Spanien i flera århundraden, men Marocko har anspråk på dem och anser officiellt att de är ockuperade av Spanien.
Enklaven Ifni i söder ingick inte heller i protektoratet, utan var en spansk koloni innan Spanien överlät den till Marocko den 4 januari 1969.